# Elasmostethus emeritus
Elasmostethus emeritus  (лат.) — вид полужесткокрылых насекомых из семейства древесных щитников. Распространён в Австралии — на северо-восточном побережье Квинсленда и на острове Бриби. Ведут дневной образ жизни. Клопы питаются соками растений, которые высасывают из листьев древесных и травянистых растений.